# Ulica Juliusza Słowackiego w Wałbrzychu
Ulica Juliusza Słowackiego – ulica w śródmieściu Wałbrzycha, łączy plac Magistracki z placem Grunwaldzkim.
Dawniej nosiła nazwę Freiburger Str., w latach 1933–1934 – Helmuth-Brückner Str. Ulica wchodzi w skład szlaku „Starego Grodu”.

## Przebieg
Ulica Słowackiego łączy się z ulicami: Plac Grunwaldzki, Wysockiego, Aleją Wyzwolenia, Szmidta, Chrobrego, dalej z ulicą Nowy Świat, skrzyżowaniem  ulic Barlickiego, Konopnickiej, Lewartowskiego. Z kolejnym skrzyżowaniem ulicy Drohobyckiej i Limanowskiego oraz Placem Magistrackim.

## Opis
Ulica jest częściowo dwukierunkowa od skrzyżowania Drohobyckiej - Limanowskiego do skrzyżowania Konopnickiej - Lewartowskiego - Barlickiego. Znajdują się przy niej ważniejsze  urzędy i instytucje w mieście oraz zaplecze usługowe. 
Zabudowa jest zróżnicowana, przeważają budynki trzy i czteropiętrowe z zapleczem usługowym, zabudowa jest okazała i przedwojenna.

## Obiekty
- Budynek Filharmonii Sudeckiej (nr 4a), dawne kino „Polonia” (wybudowane około 1880).
- Dom Handlowy „Chełmiec” (nr 7), dawny „Pedet” (wybudowany 1928–1929 dla niemieckiej sieci marketów Schocken).
- Gmach Urzędu Pocztowego Wałbrzych 1 (nr 9) z 1887, przebudowany 1899–1907[2].
- Budynek Sądu Rejonowego (nr 10) wybudowany w 1855, przebudowany 1910–1911[2].
- Drugi budynek Sądu Rejonowego (nr 11) wybudowany w 1852[2].
- Dawny młyn wodny (nr 14) z około 1700, przebudowany w 1816[2].
- Gmach (nr 20a) wybudowany na miejscu dawnego szpitala gwareckiego około 1920, mieścił się tutaj obszar wałbrzyski Telekomunikacji Polskiej S.A.
- Budynek (nr 20b) z początku XX w., przed II wojną światową mieścił się w nim Bank Niemiecki, obecnie – oddział Santander Bank Polska[2].
- Dawna siedziba Narodowego Banku Polskiego (nr 23a), obecnie – delegatura Dolnośląskiego Urzędu Wojewódzkiego. W tym budynku mieszkał Krzysztof Komeda.

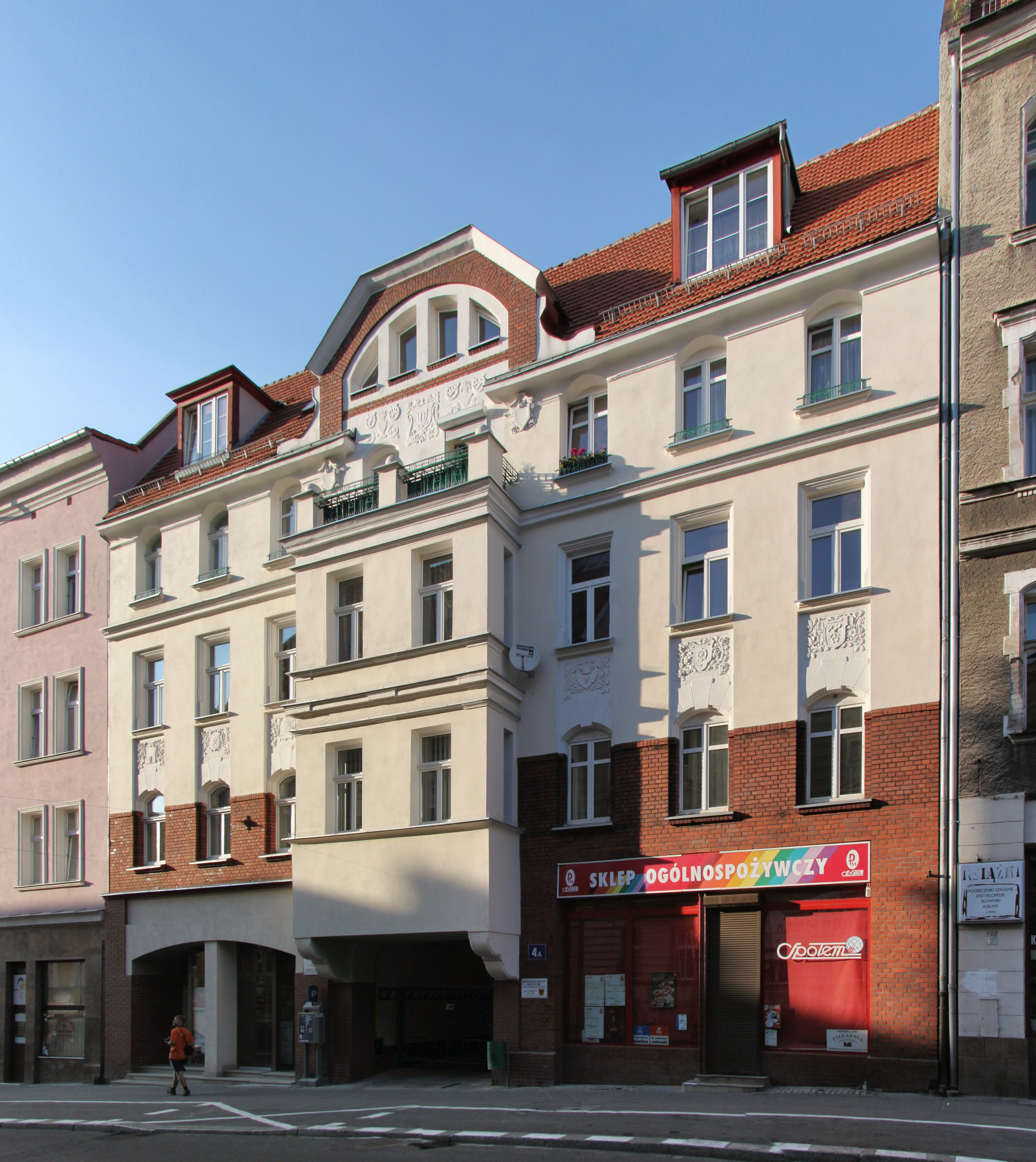
Filharmonia Sudecka
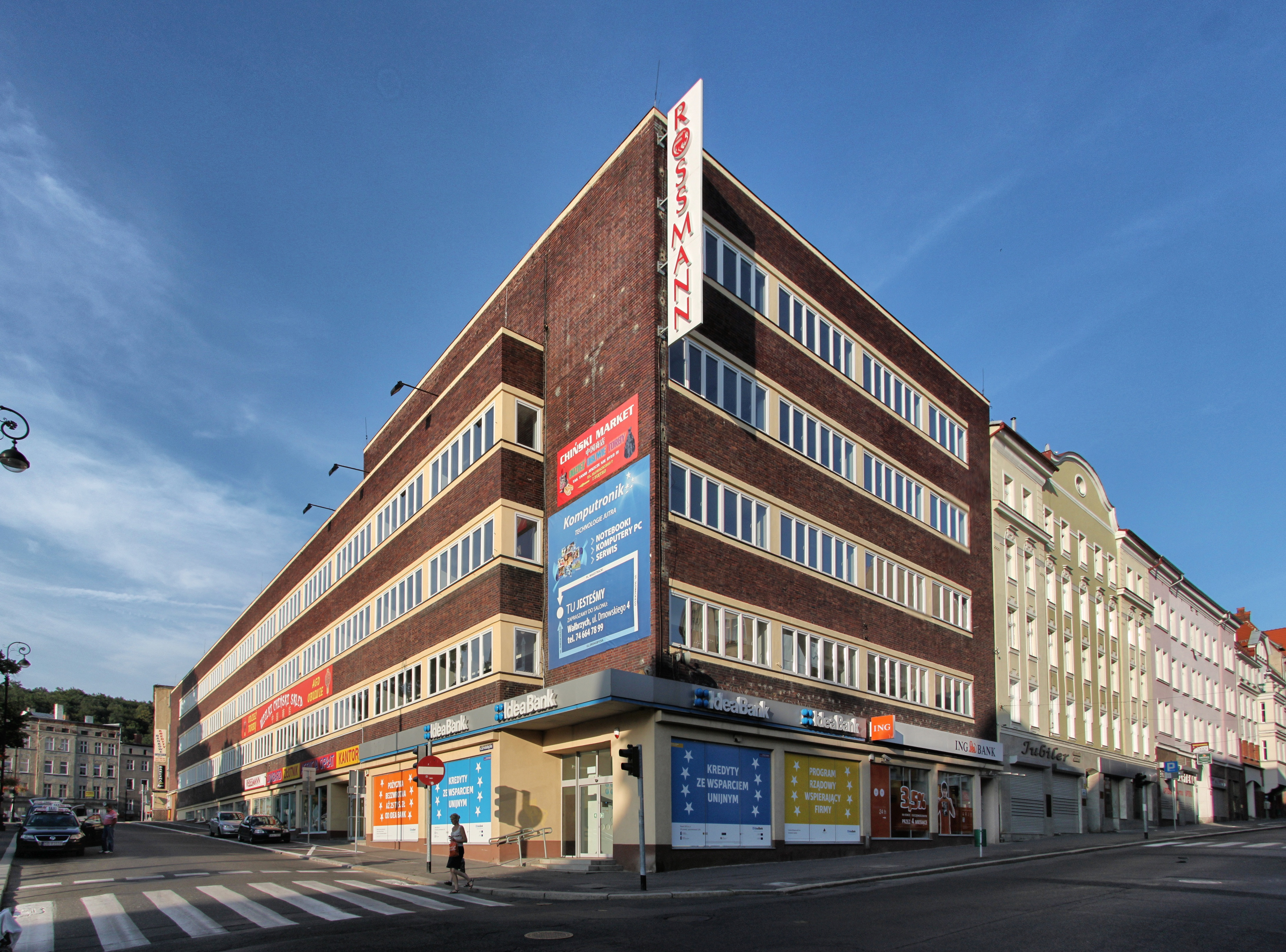
Dom Handlowy „Chełmiec”
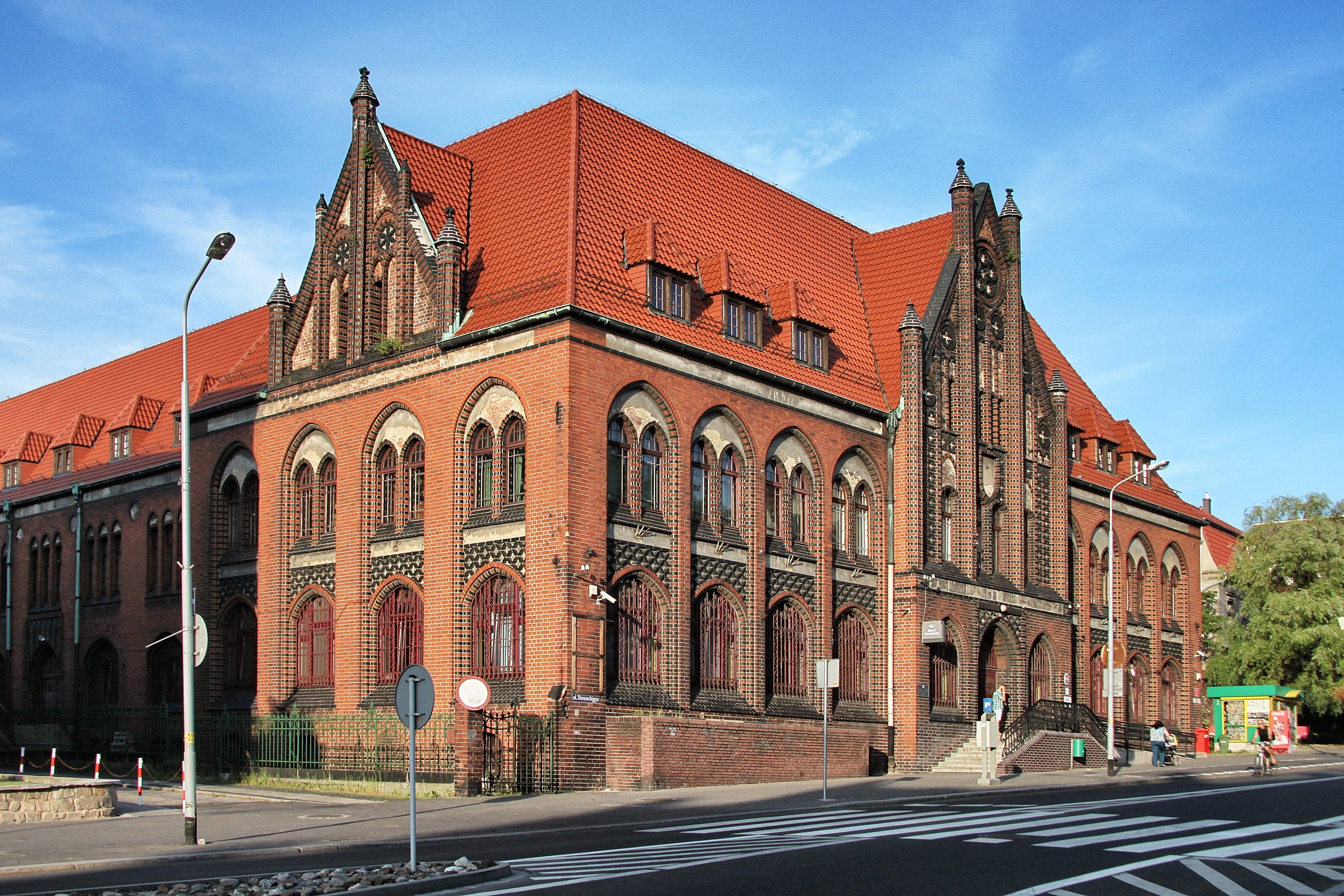
Urząd Pocztowy nr 1
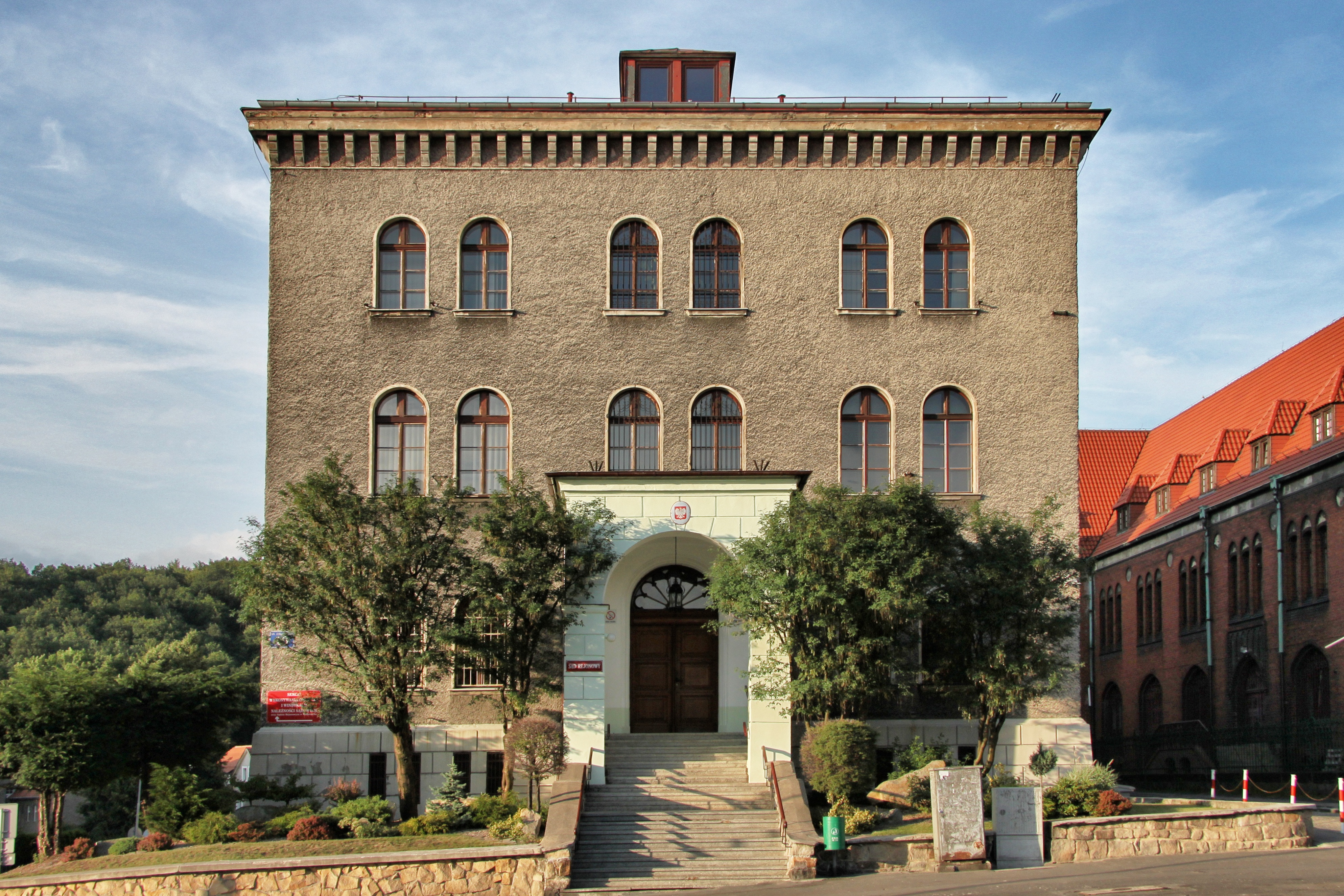
Sąd Rejonowy
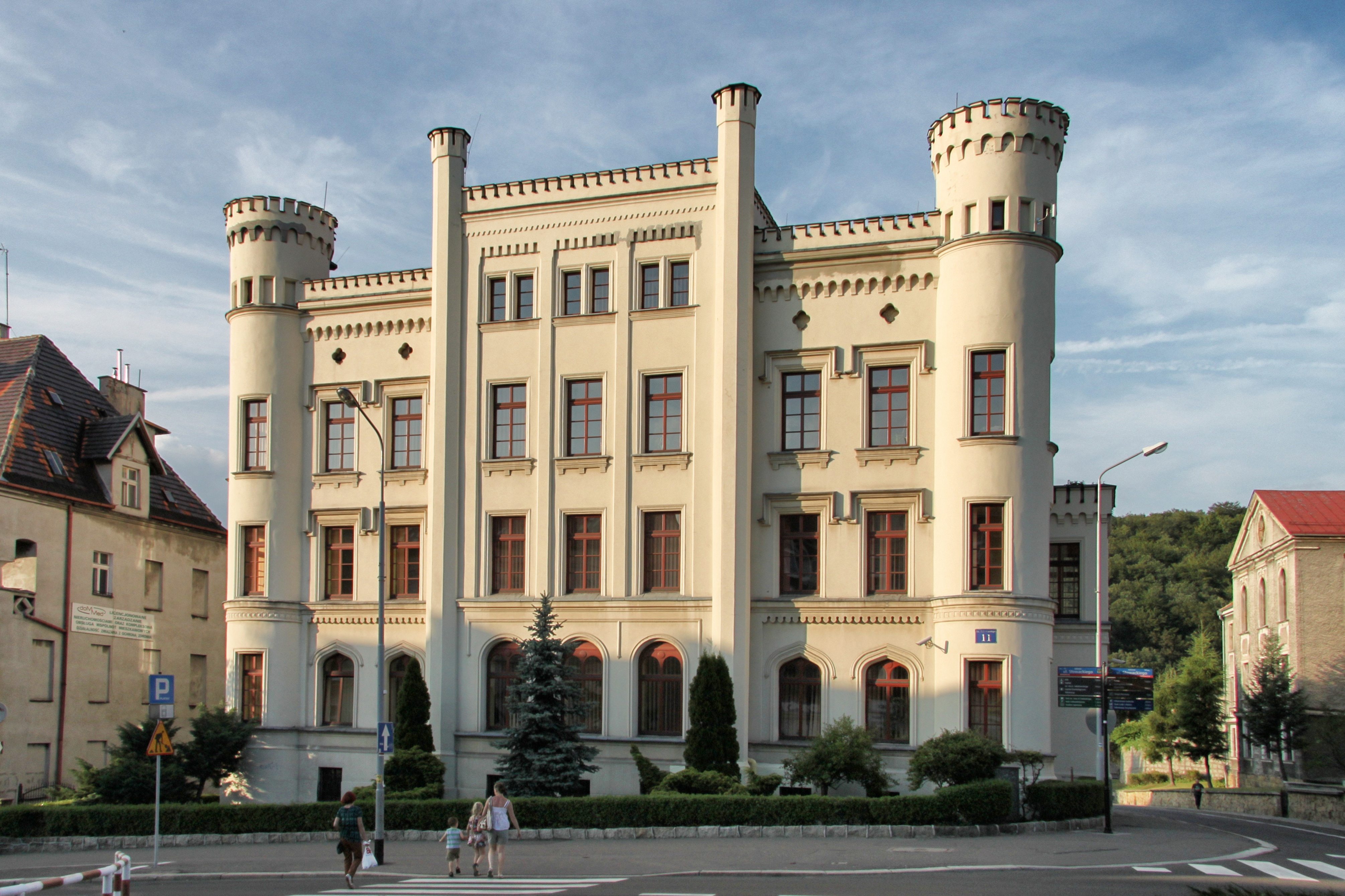
Drugi budynek Sądu Rejonowego
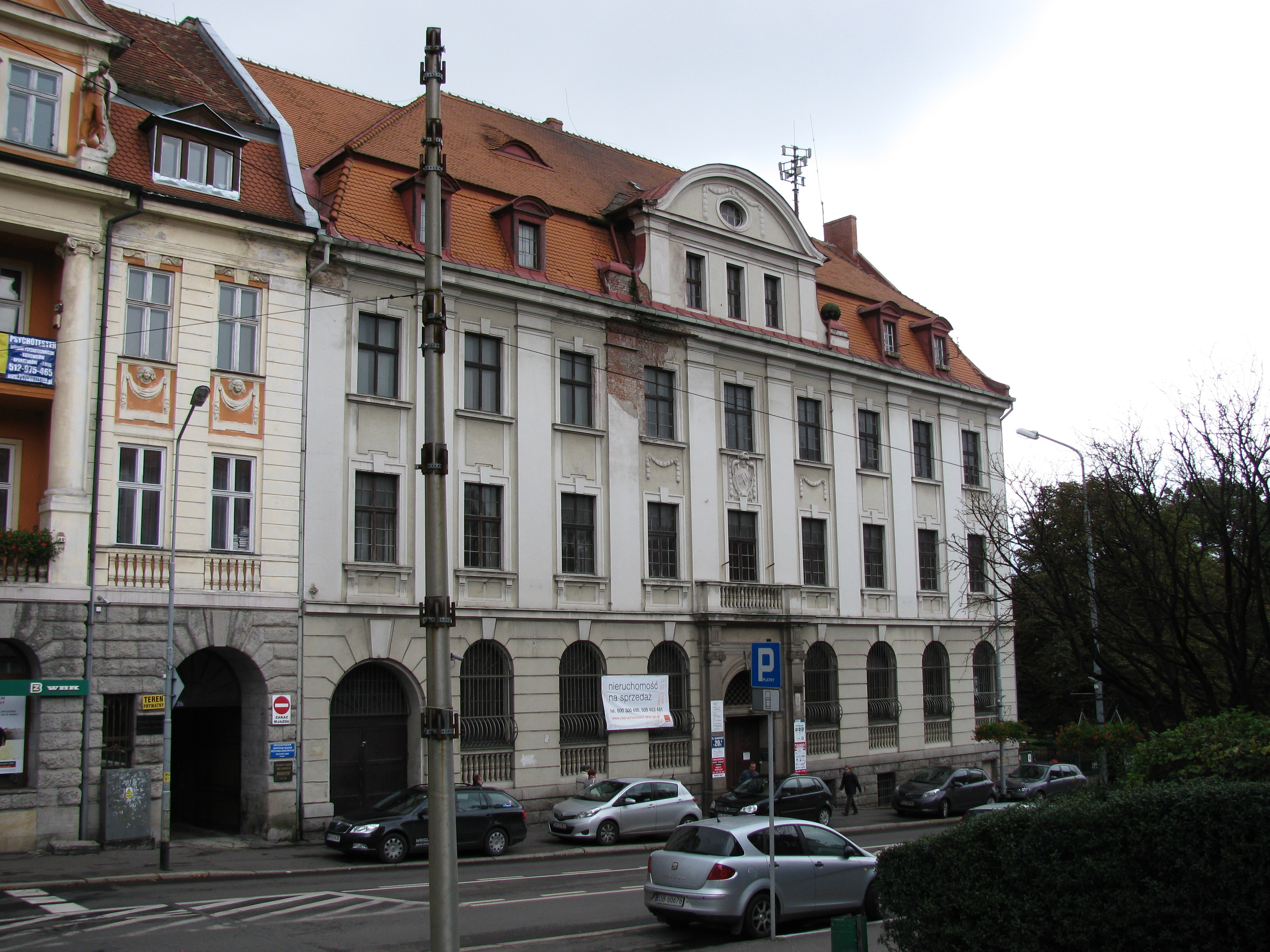
Ulica Słowackiego 20a
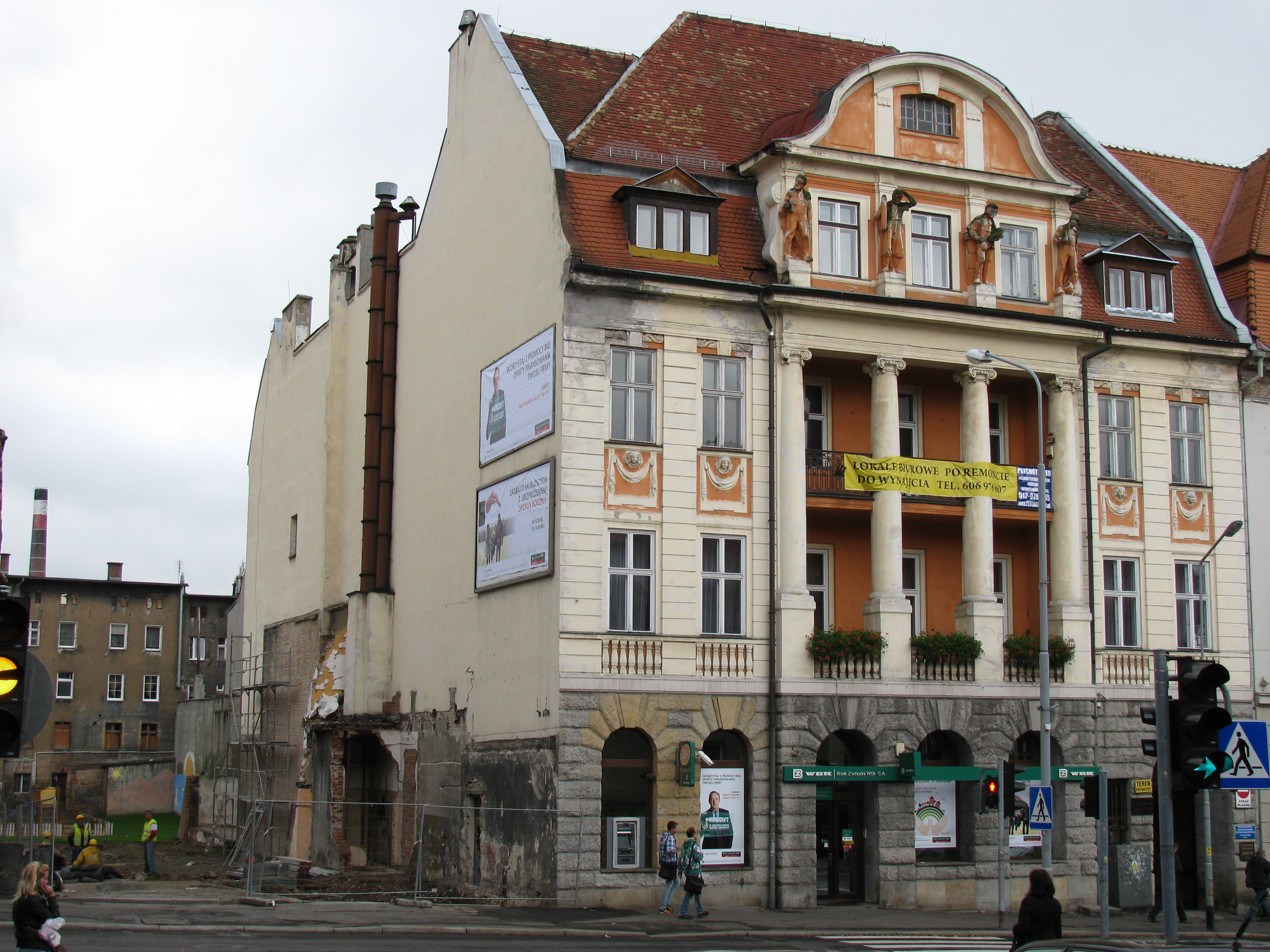
Ulica Słowackiego 20b
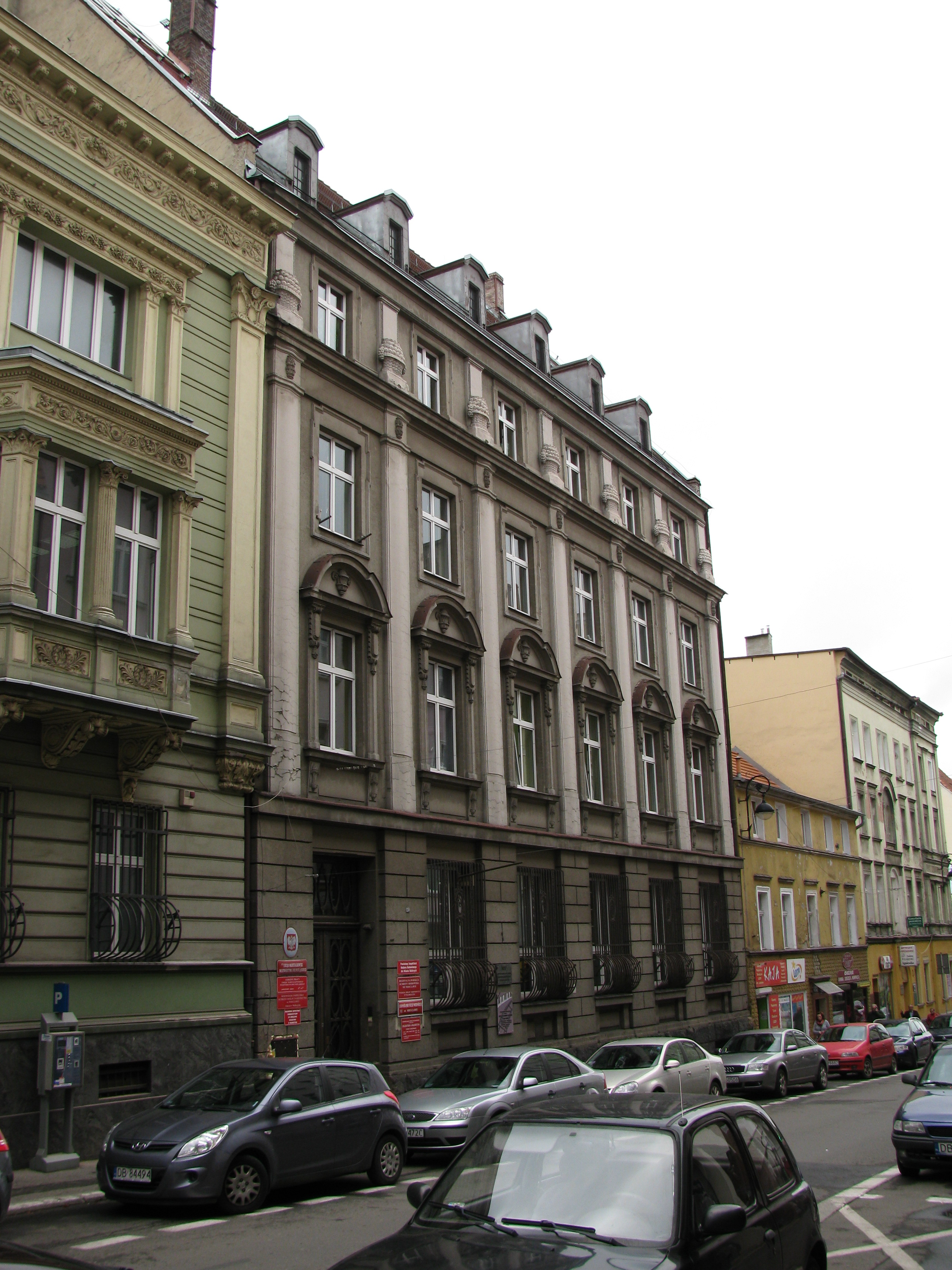
Ulica Słowackiego 23a